# Bad Girl (Danity Kane)
Bad Girl è una canzone Dancepop, R&B e Dance scritta da Mary Brown, James Washington, Devin Parker, Danja, Missy Elliott per il secondo album delle Danity Kane, intitolato Welcome to the Dollhouse. Il singolo venne pubblicato il 1º luglio 2008 negli Stati Uniti e il 15 luglio 2008 in Germania. La canzone vede la collaborazione con la cantante e rapper Missy Elliott. La canzone è stata prodotta da Danja.
La canzone non ebbe molto riscontro come la precedenze canzone, Damaged, infatti riuscì a raggiungere solamente la posizione numero 85 della Billboard Pop 100.

## Singolo
La fase di registrazione del singolo Bad Girl è avvenuta durante la seconda serie del reality show di MTV Making the Band 4. La band ricevette il singolo solo dopo aver detto a Diddy (loro produttore) che erano insoddisfatte per lo sviluppo dell'album.
Dopo aver registrato tre singolo, tra cuiIs Anybody Listening e Poetry, il gruppo aveva paura che le canzoni rivelassero l'idea che Diddy e l'etichetta discografica avevano del disco. Queste opinioni vennero espresse la prima volta durante una sessione di registrazione con Jim Beanz, durante la quale Aundrea Fimbres dichiarò che volevano registrare un "album pop di livello internationale". Successivamente Aubrey O'Day durante una conversazione con il loro A&R Conrad Dimanche disse: "non sentiamo nostro questo album".
L'insoddisfazione del gruppo cresceva sempre più a mano che ricevevano nuove tracce, Dawn Richard commentò dicendo: "Queste canzone non ci rappresentano!". I commenti della band raggiunsero un nuovo livello in seguito ad una sessione in studio di registrazione con il gruppo Day26. Mentre ascoltavano alcune canzoni del gruppo maschile, la O'Day disse:"È orecchiabile. Ha... ha energia. Vorrei tagliarmi la gola... Sono così felice che si fidino coì tanto di voi da per darvi buone tracce".
A seguito delle continue lamentele Diddy riunì le Danity Kane al Circle House Recording Studios per una riunione. Le ragazze del gruppo gli dissero che "volevano capire la sua visione dell'album, perché loro avevano una visione totalmente diversa". Diddy rispose che "se sento qualcosa, verrò a chiedervi la vostra opinione. È così che lavoro!". Le ragazze continuarono dicendo che "se fossero andate avanti così sarebbe stato un compromesso e non dovevano per forza amare tutto ciò che gli proponevano".
Sorprendentemente Diddy cambiò idea e si scusò con le ragazze e iniziò a sentire le idea delle Danity Kane sull'album. Alcuni giorni dopo la band ricevette la demo di Bad Girl.

## Video
Il video musicale di Bad Girl venne girato il tra il giugno e il luglio 2008 a Los Angeles, in California, e fu trasmesso per la prima volta il 25 luglio su FNMTV. Il video è stato diretto da Erik White e coreografato da Gil Duldulao. Nel video compaiono Missy Elliott, Qwanell Mosley (membro dei Day26) e Talan Torriero del reality show di MTV Laguna Beach. Il video raggiunse la posizione numero 10 della Billboard Hot Videoclip Tracks nel 2008.

## Tracce
Il singolo è stato pubblicato in diversi formati:
1. Bad Girl (featuring Missy Elliott) (radio version)
2. Bad Girl (featuring Missy Elliott) (album version)
3. Bad Girl (no rap version)
4. Bad Girl (instrumental)

- Singolo da 12"

Lato A
1. "Bad Girl" (featuring Missy Elliott) (album version)
2. "Bad Girl" (instrumental)
3. "Bad Girl" (acapella)

Lato B
1. "Damaged" (album version)
2. "Damaged" (instrumental)
3. "Damaged" (acapella)

Remix Ufficiali
1. Album Version - 4:03
2. Radio Edit - 3:35
3. Acapella - 4:03
4. Instrumental - 4:03
5. No Rap Edit - 3:22
6. Bryan Reyes Club Remix - 8:53
7. Bryan Reyes Private Video Edit - 4:46
8. Tyler Nelson Dark Club Mix - 8:27 (Explicit Version)
9. Tyler Nelson Twisted Dub - 5:51
10. Tyler Nelson Dark Radio Edit - 4:32 (Explicit Version)

## Classifiche
| Classifica             | Posizione massima |
| ---------------------- | ----------------- |
| Stati Uniti            | 110               |
| U.S. Billboard Pop 100 | 85                |

## Date di pubblicazione
- 1º luglio 2008
- 14 luglio 2008